# Alfa Romeo Brera
El Alfa Romeo Brera (Proyecto 177) y Spider (Tipo 939) es un automóvil deportivo producido por el fabricante italiano Alfa Romeo desde 2005 hasta 2010. Las dos denominaciones corresponden a las carrocerías hatchback de tres puertas y Spider de dos puertas; esta última versión fue estrenada en 2006. Ambos modelos son fabricados por el carrocero italiano Pininfarina.

## Prototipo

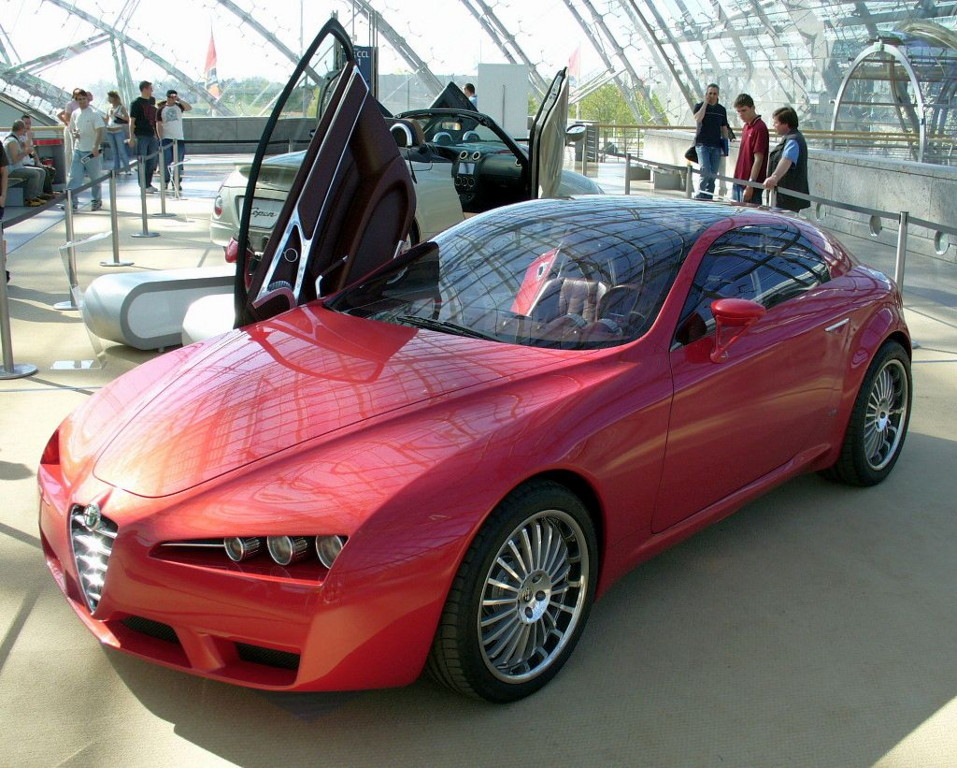
Concepto de 2002.

El Brera originalmente apareció como un prototipo en el Salón del Automóvil de Ginebra de 2002, que muestra la idea de este carrocero de un 2+2 con motor delantero. Fue diseñado por Giorgetto Giugiaro en Italdesign Giugiaro, incluyendo las puertas de tijera en un principio.
El bastidor estaba fabricado en fibra de carbono. Para los paneles de las puertas, panel de instrumentos y asientos, Italdesign ha mezclado piel de color marrón y aluminio.
Este prototipo estaba equipado por un motor V8 de gasolina de origen Maserati con 400 CV (395 HP; 294 kW) de potencia máxima. Fue ampliamente aclamado y los planes de producción fueron anunciados subsecuentemente para 2005.
La transmisión es automática con mando secuencial de seis velocidades, fabricada por Magneti Marelli, que también es la empresa que provee las transmisiones Selespeed. Como en el 75 y otros Alfa Romeo de tracción trasera, la transmisión está en el eje trasero, junto al diferencial.
Los neumáticos son tipo Pax de Michelin; 245/690 en las ruedas delanteras y 285/690 en las traseras, siempre con rines de 20 pulgadas (50,8 cm) de diámetro.
Para las operaciones de mantenimiento más sencillas, es posible quitar únicamente la parte triangular de cofre que va desde el parabrisas hasta el escudo cromado típico de Alfa Romeo. Si es necesario hacer operaciones más profundas en el motor, es posible eliminar completamente la cubierta frontal, para así acceder fácilmente al mismo. Otro detalle de la carrocería son las puertas, que se abren hacia arriba y hacia delante.

## Modelo de producción

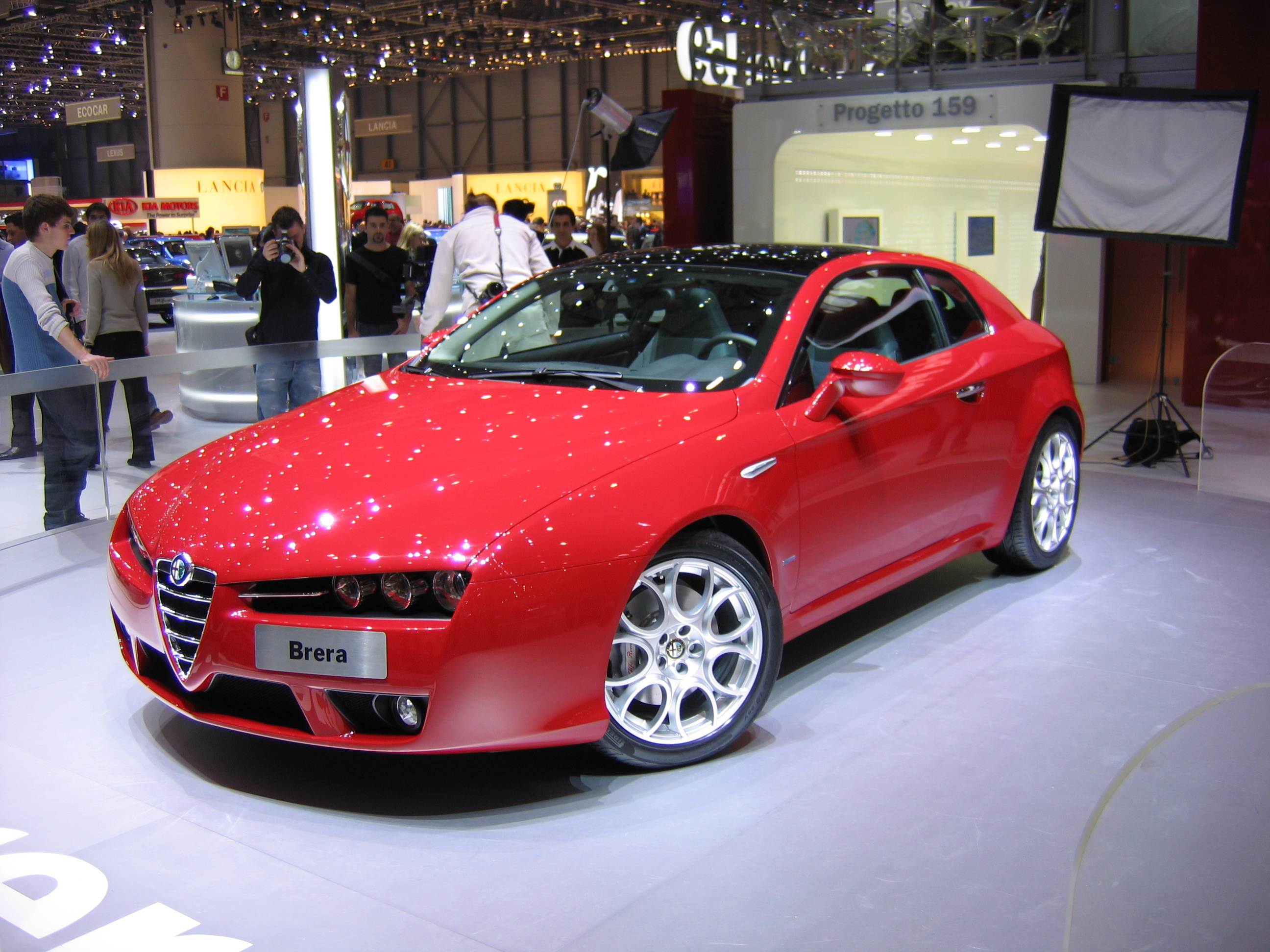
En el Salón del Automóvil de Ginebra de 2005.

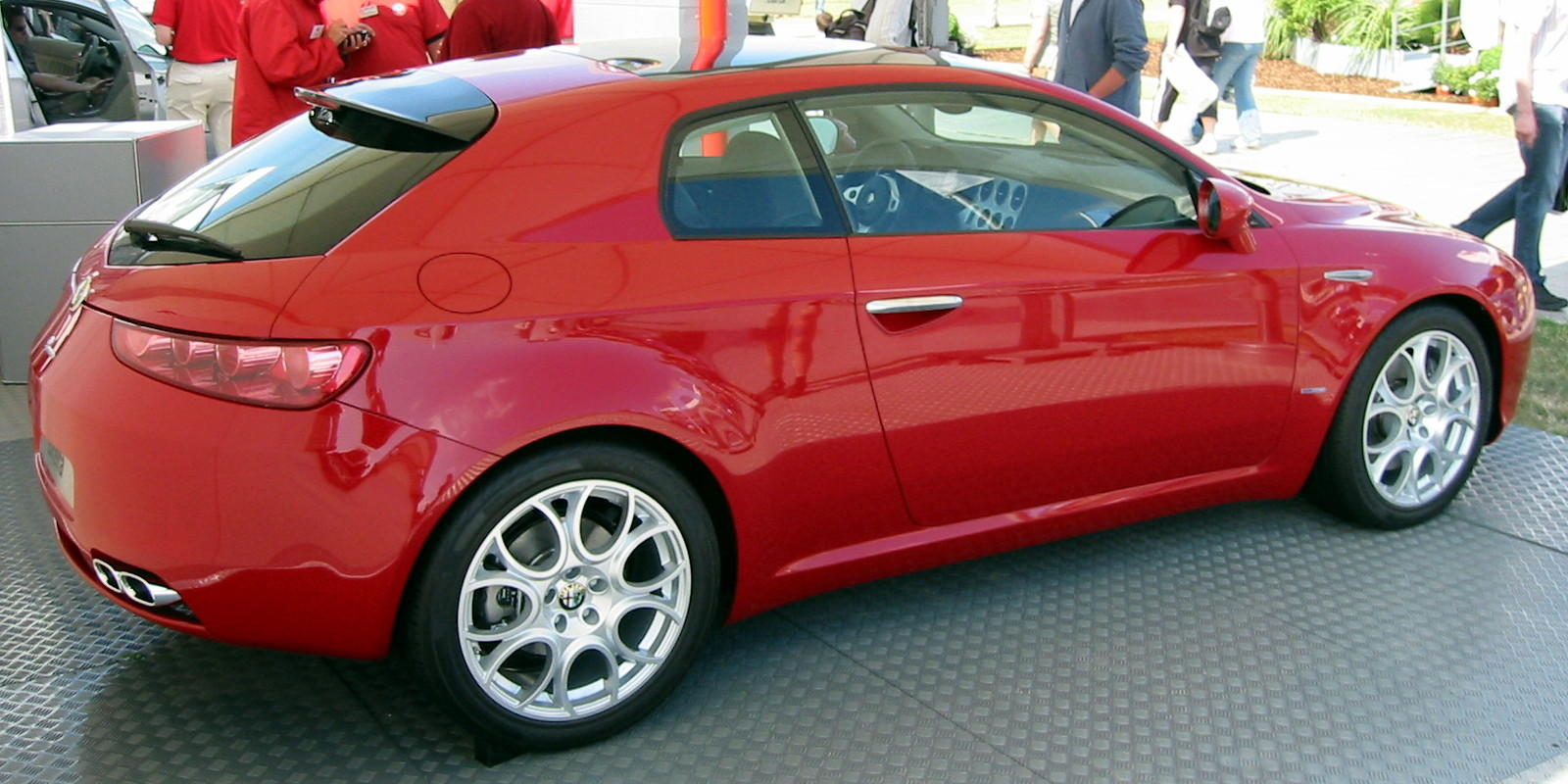
Vista lateral-trasera.

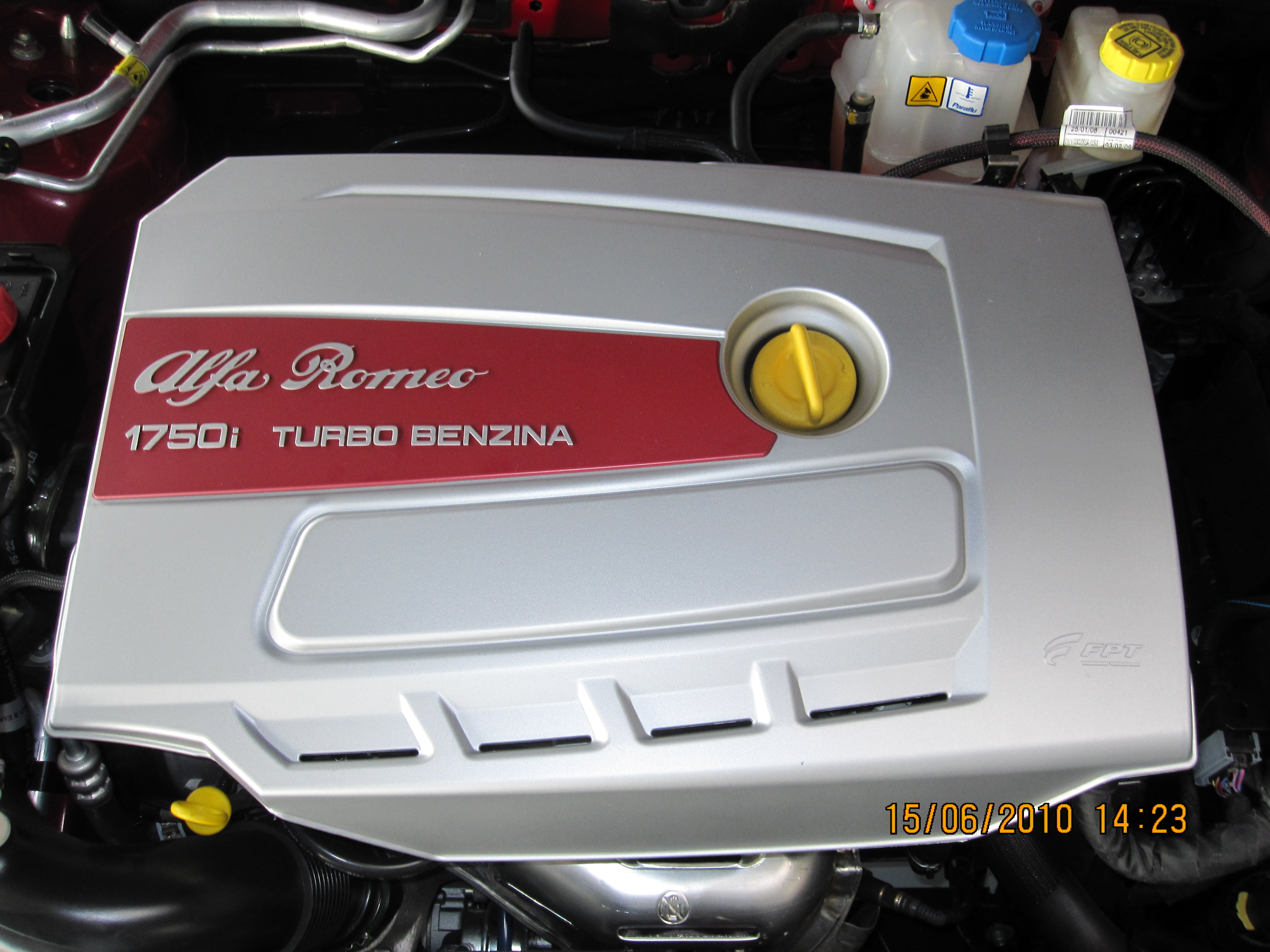
Motor TBi 1750.

Fue lanzado a la producción desde el Salón del Automóvil de Ginebra de 2005. Mantuvo casi por completo su aspecto exterior original, pero en una escala mucho menor, convirtiéndose en un cupé de tamaño mediano en la plataforma Premium de GM/FIAT, compartida por el Alfa Romeo 159 y diseñado para reemplazar al saliente Alfa Romeo GTV. Una versión Spider fue anunciada para ser lanzada poco tiempo después del cupé, para reemplazar al existente Spider basado en el GTV.
En Europa, el Brera estaba disponible con dos motores de gasolina: el JTS de 2198 cm³ (2,2 L; 134,1 plg³) con 185 CV (182 HP; 136 kW) y el motor V6 de 3195 cm³ (3,2 L; 195 plg³) con 260 CV (256 HP; 191 kW); así como un motor diésel de 2387 cm³ (2,4 litros) "JTD" con inyección directa por common-rail con 200 CV (197 HP; 147 kW), posteriormente potenciado a 210 CV (207 HP; 154 kW). Los dos modelos menos potentes tienen tracción delantera, mientras que el V6 viene equipado con el sistema de tracción total "Q4".
En 2009, recibió dos nuevos motores: el 2.2 JTS fue sustituido por uno a gasolina de cuatro cilindros en línea TBi de 1742 cm³ (1,7 L; 106,3 plg³) con 200 CV (197 HP; 147 kW), así como una rebaja en el peso total que, sumando las modificaciones de aligeramiento de 2008, alcanza los 100 kg (220 libras).
Es un cupé de 4413 mm (173,7 pulgadas) de longitud con portón trasero, que tenía novedades en el equipamiento y en la gama de motores de cara a 2009. Diseñado por Giugiaro y basado en el prototipo del mismo nombre que Alfa Romeo presentó en 2002, reemplazó al GTV.
La transmisión puede ser manual o automática de dos tipos, ambas de seis velocidades. Una tiene la estructura de una manual con automatismos para la selección de marchas y el embrague Selespeed; y la otra es una caja de engranajes planetarios y convertidor de par hidráulico Q-Tronic AWTF-80 SC.
Con el nuevo motor 1.8 TBi, tiene mejores prestaciones que con el 2.2 JTS. Así, la velocidad máxima es 11 km/h (6,8 mph) mayor, es decir, 235 km/h (146 mph) frente a 224 km/h (139 mph), mientras que la aceleración de 0 a 100 km/h (0 a 62 mph) es inferior: 7.7 segundos frente 8.6.
A pesar de la diferencia de potencia de 15 CV (11,0 kW), el consumo y, por lo tanto las emisiones de CO2, son notablemente mejores: 8,1 L/100 km (12,3 km/L; 29,0 mpgAm) y 189 g (6,7 onzas)/km de CO2 del TBi por 9,1 L/100 km (11,0 km/L; 25,9 mpgAm) y 214 g (7,5 onzas)/km de CO2 del JTS.
Además del nuevo motor, la gama 2009 del Brera era más amplia gracias a la versión especial TI ("Turismo Internacional"), más equipada. La suspensión 10 mm (0,4 pulgadas) más baja, los rines de aleación de 19 pulgadas (48,3 cm) y diseño similar a las del 8C Competizione; y las pinzas de freno (calipers) delanteras Brembo de aluminio lacadas en rojo, distinguen esta versión.

### Interior

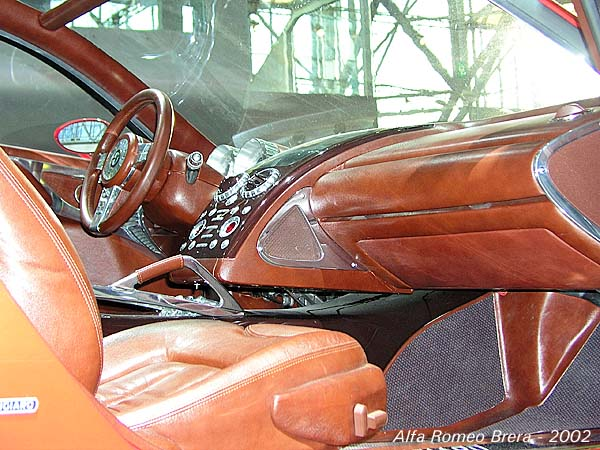
Tablero del prototipo de 2002.

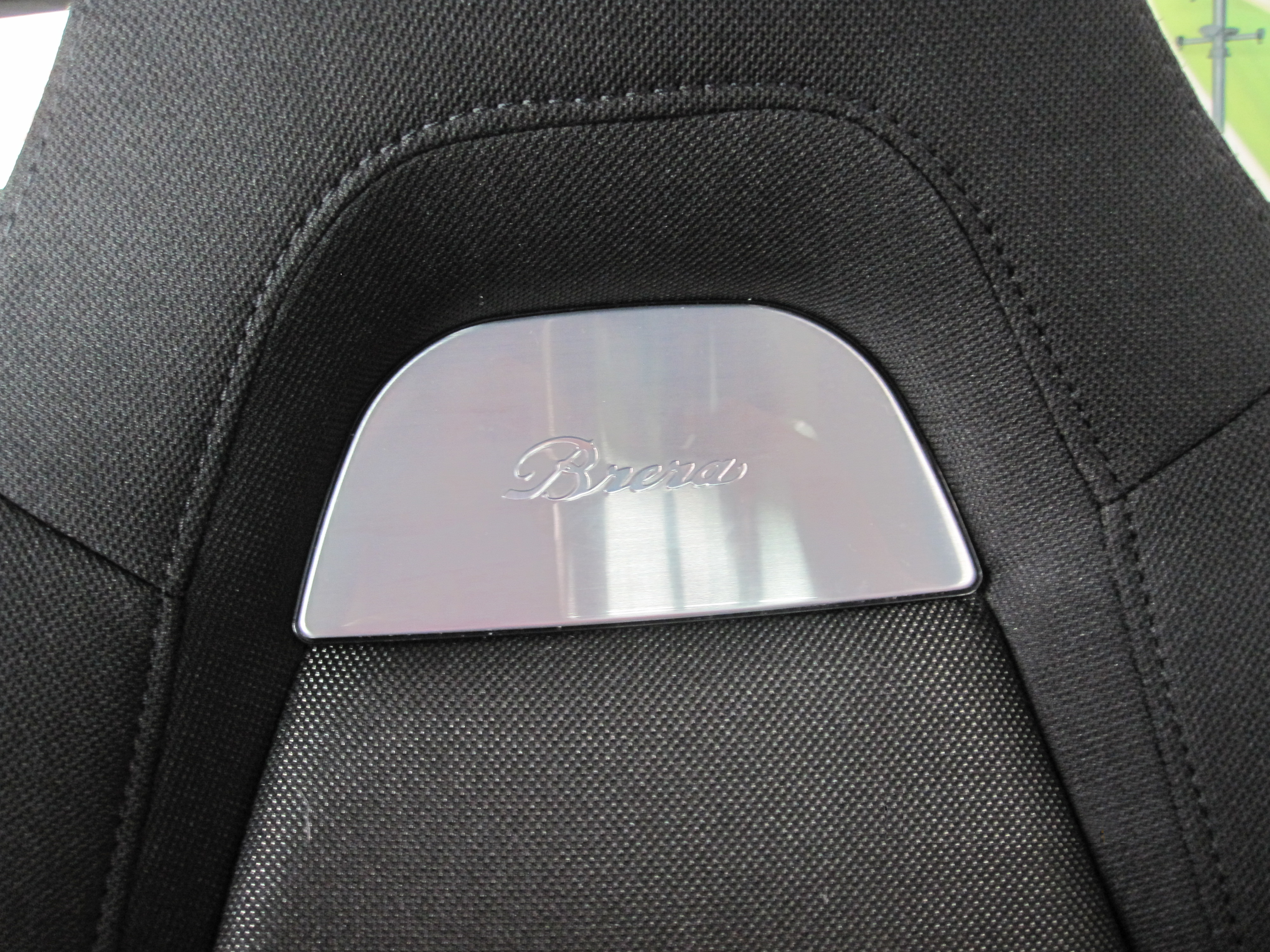
Logotipo en el asiento.

En el interior son diferentes los asientos de cuero con costuras y placa metálica con el logo TI; y el volante y la palanca de cambios de piel perforada. También cambian la instrumentación en blanco y los pedales de aluminio antideslizante. Como opción, la consola central y la parte central del volante podían ser de fibra de carbono.
Todos los Brera tienen el techo de cristal oscurecido. En algunas versiones el techo de cristal solamente es un elemento decorativo de la carrocería porque, interiormente, el techo está completamente tapizado y no tiene una cortinilla. Las versiones Skyview se distinguen porque sí tienen una cortinilla deslizante. En este caso el techo sí equivale a uno solar fijo de grandes dimensiones.
Está homologado para cuatro plazas. Las dos plazas traseras son insuficientes para personas adultas o niños muy mayores porque no hay suficiente espacio longitudinal ni altura libre al techo. Además, el respaldo de estas plazas va casi vertical. Por amplitud no es muy distinto al GTV; Alfa dice que ya tiene un cupé espacioso para cuatro: el GT.
La banqueta está situada demasiado alta para tratarse de un cupé, al menos en la versión de asientos eléctricos. Al ir así de alta tiene el inconveniente de que las personas que midan más de 1,8 m (5' 1029/32") van muy cerca del techo, sobre todo si llevan el respaldo poco tendido. Los pedales están bien situados y el volante tiene amplias regulaciones de altura y profundidad. Los asientos eléctricos vienen con un mando eléctrico que los adelanta y retrasa automáticamente para favorecer el acceso a las plazas traseras.
El diseño del tablero y el tipo de material que lo recubre es prácticamente igual que el del 159. Sí es distinto el diseño del interior de las puertas. Opcionalmente, el tablero y los paneles de las puertas pueden ir tapizados en piel.
Los asientos pueden ser de dos tipos: los que tiene de serie y los opcionales deportivos. En los dos tipos de asientos, el reposacabezas forma parte del respaldo y no tiene posibilidad de regulación. El relleno de los asientos de serie es más bien blando, aunque dan una sujeción lateral suficiente.
El acceso a la cajuela se hace mediante un portón con una capacidad de 300 L (10,6 pies cúbicos) y unas formas muy aprovechables. El único inconveniente que tiene es que el borde de carga está muy alto y por ello es poco adecuado para cargar objetos pesados. Por debajo del fondo de la cajuela hay diversos huecos muy profundos; en alguno de ellos van alojados los elementos de reparación en caso de ponchadura. Los asientos de las plazas traseras son abatibles. Si se abaten, el volumen de carga aumenta considerablemente.
Tiene buen tacto y, para quien valore que un coche estable puede ser muy agradable de manejar por carreteras de curvas, al menos en buen estado, no se ha probado en carreteras bacheadas. No parece un deportivo extremo porque no es tan rápido de reacciones como, por ejemplo: un Porsche Cayman. Es menos ágil en curva que un Mazda RX-8. La suspensión, más bien dura, absorbe bien las irregularidades sin transmitir movimientos secos a los ocupantes.

### Carrocería y mecánica

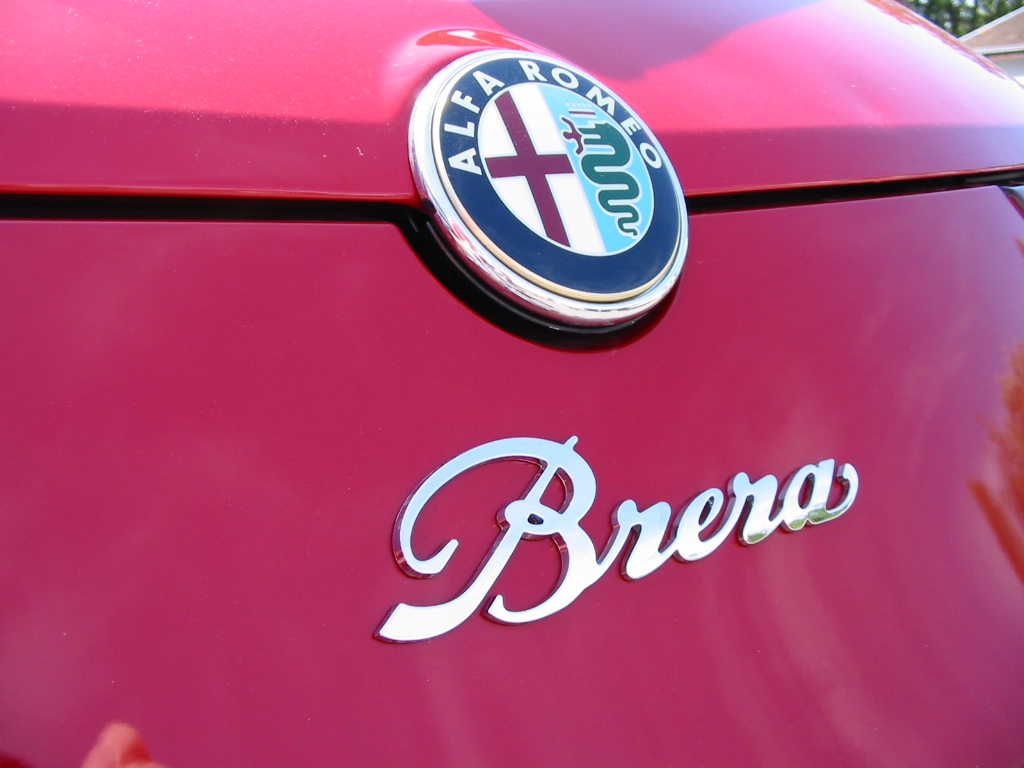
Logotipo en el portón trasero.

Como el GTV y a diferencia del GT y otros cupés anteriores de Alfa Romeo, el Brera tiene una configuración de 2+2 plazas, es decir, los asientos traseros son más pequeños de lo normal.
Una de las características de esta carrocería es que puede tener un techo de cristal fijo (laminado). Para proteger a los ocupantes del sol, hay una cortinilla en el interior dividida en tres secciones que se pueden desplazar longitudinalmente mediante un mando eléctrico.
La suspensión es similar a la del 159. Delante tiene un sistema de triángulos superpuestos, que figuradamente forman un paralelogramo deformable. La trasera también es de paralelogramo deformable, pero con un sistema multibrazo.
La versión 3.2 JTS tiene tracción total «Q4». El diferencial central es un Torsen de tipo T-3 o C, llamado «Twin Diff» porque integra el diferencial delantero, que no es Torsen y el central que sí lo es, lo que ahorra espacio y peso. El diferencial delantero tiene un efecto autoblocante del 20 por ciento, mientras que el central tiene un 35 por ciento en tracción y 45 en retención.
Este diferencial central hace un reparto continuo de la fuerza del motor de manera que, cuando todas las ruedas tienen la misma adherencia, las delanteras hacen el 43 por ciento de la fuerza y las traseras el 57. Los frenos son de mayor tamaño en el modelo más potente.

### Motor V6 3.2

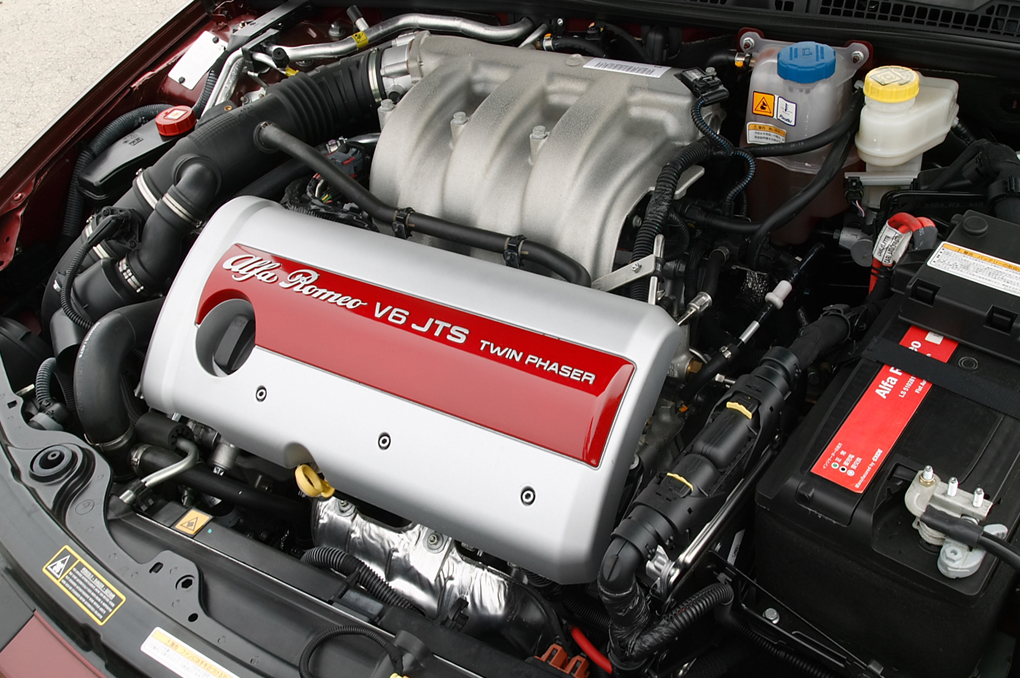
Motor V6.

El V6 de 3195 cm³ (3,2 L; 195 plg³) es el mismo que lleva el 159. Tiene inyección directa con mezcla homogénea, de ahí las siglas "JTS", «Jet Thrust Stoichiometric». Con este sistema de inyección se produce una mejor evaporación de la gasolina y la temperatura en la cámara de combustión es menor. Esto permite utilizar una relación de compresión elevada de 11.25 a 1. Emplea gasolina de 95 octanos.

Tiene cuatro válvulas por cilindro de 33,4 mm (1,3 pulgadas) de diámetro las de admisión y 28,4 mm (1,1 pulgadas) las de escape tipo DOHC. Solamente hay una bujía por cilindro.
La distribución es por cadena, pero no de forma directa, sino que es accionada por el cigüeñal que trasmite su movimiento a otras dos cadenas auxiliares, que son las que hacen girar los árboles de levas. Unos balancines de rodillos accionan las válvulas; los taqués son hidráulicos.
Tiene un sistema de distribución de válvulas variable ("VVT") continua para admisión y escape, llamado «Twin Phaser» que puede variar en hasta 50 grados la fase del árbol de levas. Es la primera vez que Alfa Romeo utiliza este dispositivo en un motor de seis cilindros, ya que desde antes lo hacía en los de cuatro cilindros.
Tanto el bloque como la culata están hechos de aluminio. La bomba de gasolina da una presión de 120 bares (1705,6 psi; 11 760 kPa) y está instalada en la culata.

## Versión Spider

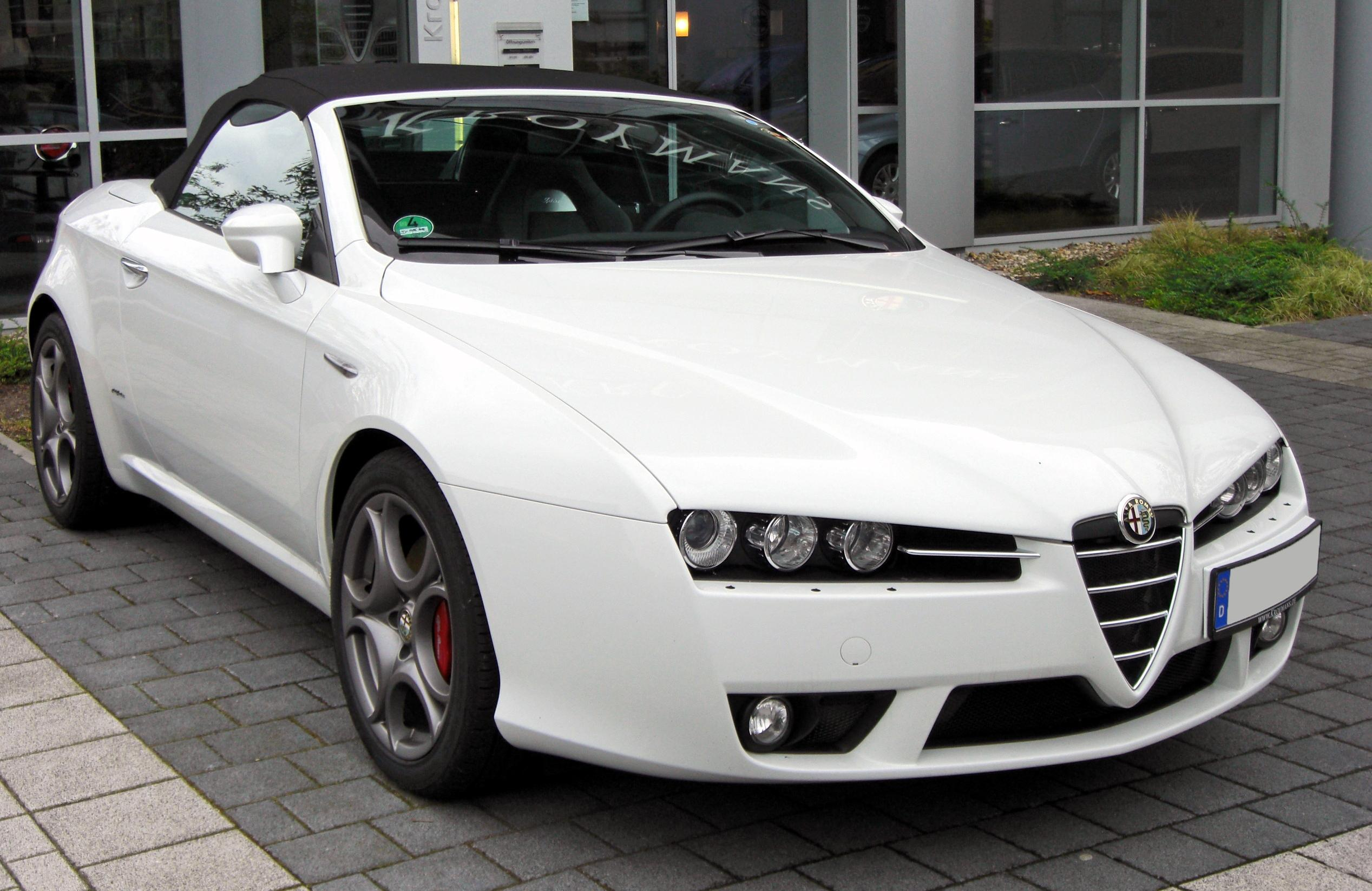
Spider VI fotografiado el 20 de junio de 2009.

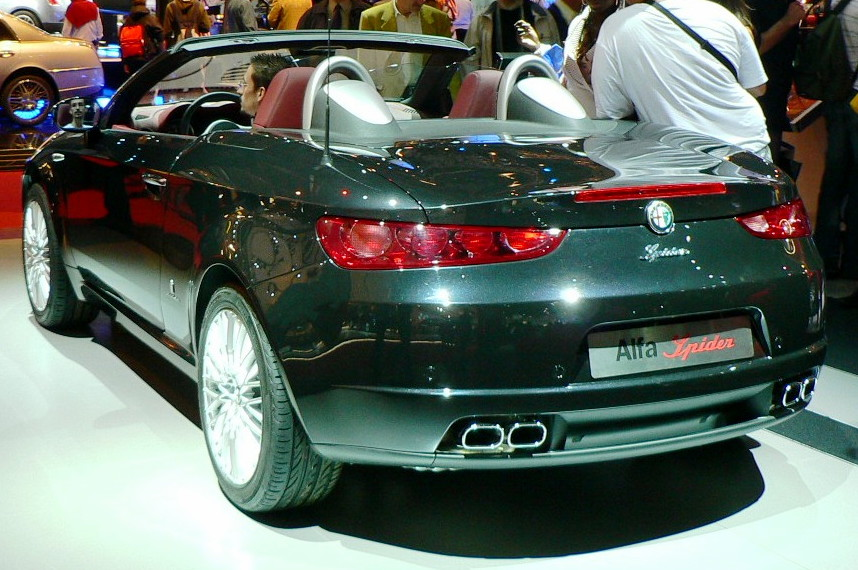
Vista trasera.

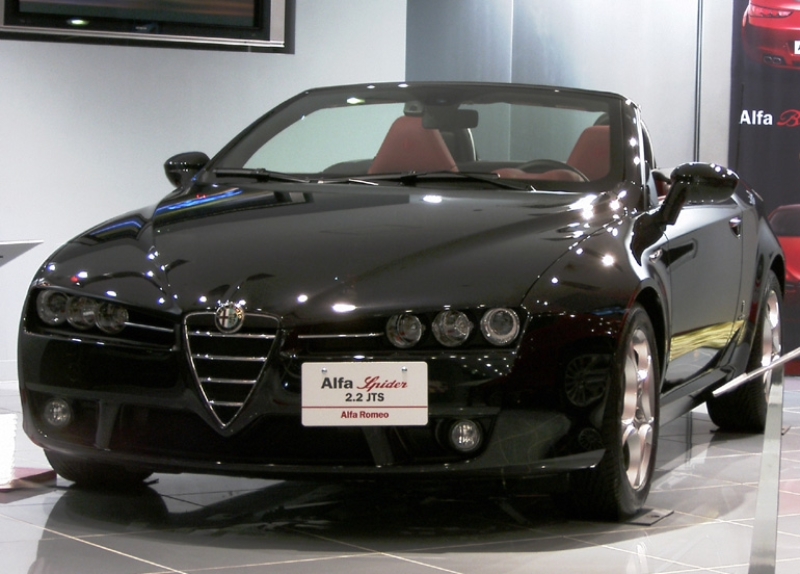
Spider JTS 2.2 en Japón en 2007.

El Alfa Romeo Spider (Tipo 939) es un biplaza de techo de lona derivado del Brera. Su diseño de Pininfarina se basa en el de Giugiaro para el Brera. Fue introducido en el Salón del Automóvil de Ginebra de 2006, donde también recibió el premio "Cabrio del Año". El Spider es la variante descapotable del Brera, de dos plazas, que reemplaza al Spider 916, introducido al mercado en 1995. Al principio había dos motorizaciones disponibles: el 2.2 JTS y el 3.2 JTS; y el 2.4 JTD fue introducido en el Salón del Automóvil de Ginebra de 2007. Esta versión del Spider puede ser vista como la sexta generación de los Alfa Romeo Spider, la primera de ellas lanzada en 1966.
En 2009, al igual que el Brera recibió una rebaja en el peso y dos nuevos motores, un gasolina de cuatro cilindros en línea 1742 cm³ (1,7 L; 106,3 plg³) TBi de 200 CV (197 HP; 147 kW) y un Diésel JTDm de cuatro cilindros en línea de 1956 cm³ (2 L; 119,4 plg³) que produce 170 CV (168 HP; 125 kW).
La transmisión puede ser manual o automática de dos tipos, ambas de seis velocidades. Una tiene la estructura de una manual, con automatismos para la selección de marchas con el embrague Selespeed; y la otra es una transmisión de engranajes planetarios y convertidor hidráulico de par Q-Tronic. La variante de 260 CV (256 HP; 191 kW) puede tener tracción total, mientras que el resto de los modelos de la gama son de tracción delantera.
Los aspectos más positivos del Spider tienen que ver con su comodidad y agrado de uso, con la capota abierta o cerrada. En el Spider no se viaja claramente peor que en un coche cómodo con carrocería cerrada, como ocurre en otros descapotables.
El aspecto del interior y la calidad de materiales están a la altura de lo que cabe esperar de un coche de su precio. Comparado con modelos como un Porsche Boxster o un Audi TT Roadster, el Spider es más recomendable para quien quiera un descapotable cómodo en lugar de un deportivo.
Al menos con los asientos eléctricos, el Spider no tienen mucho espacio vertical para los conductores que midan más de 1,8 m (5' 1029/32"). No parece adecuado para los que midan más de 1,9 m (6' 24/5"), porque les queda la frente a pocos centímetros del marco del parabrisas, aunque el asiento se coloque lo más atrás posible.
Todos los Spider tienen de serie control de estabilidad, ayuda al arranque en rampa (Hill-Holder), climatizador de dos zonas, conexión automática de luces, limpiaparabrisas y asistente trasero de estacionamiento con avisos visuales y acústicos.
El nivel de equipamiento más completo tiene, con respecto al básico: alarma, una tapicería específica para los asientos "Alfatex", programador de velocidad, espejos retrovisores abatibles eléctricamente, cargador de discos y conexión Bluetooth para el teléfono.
En la lista de opciones hay un equipo de sonido Bose, teléfono, un sistema de navegación Connect NAV+ con pantalla a color de 6,5 pulgadas (16,5 cm) y un sistema de reconocimiento de órdenes vocales para el navegador y teléfono. Los faros de doble xenón también son opcionales y recomendables, ya que dan una iluminación buena.

## Premios
- Antes de ser lanzado, el prototipo del Brera del salón de Ginebra fue votado como el "Mejor del Show" por la revista Autoweek, "Mejor del Show" en la categoría de prototipo en la Villa d'Este Concorso D'Eleganze, se llevó dos premios en Desafío de Bibendum 2002, y el premio "Automóvil Más Fascinante" en el Supercar Rally del 2002 hecho de París a Monte Carlo.
- El Brera fue seleccionado como Auto Europeo del Año 2007 en Japón.
- Mejor Deportivo/Cupé – What Diesel Car?
- Premio del Diseño Automotor Europeo 2006.
- Premio al Mejor Diseño 2006 – Autocar Magazine.
- Mejor Cupé – Premio del Auto del Año Croata 2006.
- Cabrio del Año - Motor Show de Ginebra 2006.[cita requerida]

## Especificaciones
| Modelo y motor | Cilindrada                   | Diámetro x carrera                  | Potencia máxima                                       | Par máximo                           | Relación de compresión | Velocidad máxima                                                    | Aceleración 0-100 km/h (0-62 mph)                 | Tipo de combustible | Consumo de combustible                                                                   | Años      |
| -------------- | ---------------------------- | ----------------------------------- | ----------------------------------------------------- | ------------------------------------ | ---------------------- | ------------------------------------------------------------------- | ------------------------------------------------- | ------------------- | ---------------------------------------------------------------------------------------- | --------- |
| 1.8 TBi I4     | 1742 cm³ (1,7 L; 106,3 plg³) | 83 x 80,5 mm (3,27 x 3,17 pulgadas) | 200 CV (197 HP; 147 kW) @ 5000 rpm                    | 320 N·m (236 lb·pie) @ 2000 rpm      | 9.5:1                  | 235 km/h (146 mph)                                                  | 7.7 segundos                                      | Gasolina            | 8,1 L/100 km (12,3 km/L; 29,0 mpgAm)                                                     | 2010-2011 |
| 2.2 JTS I4     | 2198 cm³ (2,2 L; 134,1 plg³) | 86 x 94,6 mm (3,39 x 3,72 pulgadas) | 185 CV (182 HP; 136 kW) @ 6500 rpm                    | 230 N·m (170 lb·pie) @ 4500 rpm      | 11.3:1                 | 222 km/h (138 mph)                                                  | 8.6 segundos                                      | Gasolina            | 9,4 L/100 km (10,6 km/L; 25,0 mpgAm)                                                     | 2005-2010 |
| 3.2 JTS V6     | 3195 cm³ (3,2 L; 195 plg³)   | 89 x 85,6 mm (3,50 x 3,37 pulgadas) | 260 CV (256 HP; 191 kW) @ 6200 rpm                    | 322 N·m (237 lb·pie) @ 3800 rpm      | 11.25:1                | 240 km/h (149 mph) (Total Q4) 250 km/h (155 mph) (tracción trasera) | 6.8 segundos (man.) 6.9 segundos (auto.)          | Gasolina            | 11,5 L/100 km (8,7 km/L; 20,5 mpgAm) (man.) 12,2 L/100 km (8,2 km/L; 19,3 mpgAm) (auto.) | 2005-2010 |
| 2.0 JTDm I4    | 1956 cm³ (2 L; 119,4 plg³)   | 83 x 90,4 mm (3,27 x 3,56 pulgadas) | 170 CV (168 HP; 125 kW) @ 4000 rpm                    | 360 N·m (266 lb·pie) @ 1750 rpm      | 16.5:1                 | 218 km/h (135 mph)                                                  | 8.8 segundos                                      | Diésel              | 5,4 L/100 km (18,5 km/L; 43,6 mpgAm)                                                     | 2010-2011 |
| 2.4 JTDm I5    | 2387 cm³ (2,4 L; 145,7 plg³) | 82 x 90,4 mm (3,23 x 3,56 pulgadas) | 200 a 210 CV (197 a 207 HP) (147 a 154 kW) @ 4000 rpm | 400 N·m (295 lb·pie) @ 1500-2000 rpm | 17.0:1                 | 228 km/h (142 mph) (200 CV) 230 km/h (143 mph) (210 CV)             | 8.1 segundos (200 CV auto.) 7.9 segundos (210 CV) | Diésel              | 6,8 L/100 km (14,7 km/L; 34,6 mpgAm)                                                     | 2005-2007 |

### Rendimiento
Para la versión V6 JTS de 2009:
- 0 a 60 mph (0 a 97 km/h): 6.095 segundos
- 0 a 100 mph (0 a 161 km/h): 16.0 segundos
- Desde parado al 1/4 de milla (402 m): 14.81 segundos @ 96,32 mph (155,01 km/h)
- Velocidad máxima: 156,54 mph (251,93 km/h)

## En la cultura popular
Ha aparecido en algunas series de videojuegos de carreras, tales como: Need for Speed, Forza, Gran Turismo, entre otros.